# Климатске области Бугарске
Климатске области Бугарске се налази на граници између области умереног и медитеранског поднебља, и према значајним карактеристикама може се поделити у пет климатских подручја: подручје са умерено континенталне климе, подручје са прелазном континенталном климом, прелазно медитеранско климатско подручје, подручје под утицајем климе Црног мора и подручје планинске климе.

## Клима Бугарске
У северном делу Бугарске клима је умерено континентална, са четири различита годишња доба, док је на југу под медитеранским климатским утицајем. Пролеће је хладно и кишовито, са могућим градом. Постоје услови за формирање касних мразева. Прва половина јесени је топла, сунчана и сува, док је у другој половини време хладније, облачност је израженија, падавине су продужене, честа је и упорна магла и дувају јаки ветрови. Понекад се мразови формирају у рану јесен.
 
Најизраженија температурна разлика је зими (просечне температуре за северну Бугарску је око -1, -2 °C, а за јужну Бугарску око 0 °C). Лети просечне температуре су око 20-22 °C.
 
Ветрови су разноврсни, северозападни и западни су релативно константни - у пролеће изазивају загревање, лети доносе кишу. Често дува и североисточни ветар - хладан зими и врућ лети.
Просечна годишња количина падавина је 450 до 1.300 мм (највиша је у мају и јуну, у високим планинама - зими). Снежни покривач траје од 10 дана (близу Црног мора) до преко 200 дана (на високим планинама) током године.
На основу промена климатских елемената у планинском пределу Бугарске разликујемо малу надморску висину (до 1.000 м), средњу висину (до 1.800 м) и велику висину (преко 1.800 м). У планинама изнад 1.500 м клима је типично планинска са релативно ниском температуре и обилним кишама и дуготрајним задржавањем снега.
| Клима Софије (NIMH−BAS), нормали 1981—2010, есктреми 1941—данас                                  | Клима Софије (NIMH−BAS), нормали 1981—2010, есктреми 1941—данас | Клима Софије (NIMH−BAS), нормали 1981—2010, есктреми 1941—данас | Клима Софије (NIMH−BAS), нормали 1981—2010, есктреми 1941—данас | Клима Софије (NIMH−BAS), нормали 1981—2010, есктреми 1941—данас | Клима Софије (NIMH−BAS), нормали 1981—2010, есктреми 1941—данас | Клима Софије (NIMH−BAS), нормали 1981—2010, есктреми 1941—данас | Клима Софије (NIMH−BAS), нормали 1981—2010, есктреми 1941—данас | Клима Софије (NIMH−BAS), нормали 1981—2010, есктреми 1941—данас | Клима Софије (NIMH−BAS), нормали 1981—2010, есктреми 1941—данас | Клима Софије (NIMH−BAS), нормали 1981—2010, есктреми 1941—данас | Клима Софије (NIMH−BAS), нормали 1981—2010, есктреми 1941—данас | Клима Софије (NIMH−BAS), нормали 1981—2010, есктреми 1941—данас | Клима Софије (NIMH−BAS), нормали 1981—2010, есктреми 1941—данас |
| Показатељ \ Месец                                                                                | .Јан.                                                           | .Феб.                                                           | .Мар.                                                           | .Апр.                                                           | .Мај.                                                           | .Јун.                                                           | .Јул.                                                           | .Авг.                                                           | .Сеп.                                                           | .Окт.                                                           | .Нов.                                                           | .Дец.                                                           | .Год.                                                           |
| ------------------------------------------------------------------------------------------------ | --------------------------------------------------------------- | --------------------------------------------------------------- | --------------------------------------------------------------- | --------------------------------------------------------------- | --------------------------------------------------------------- | --------------------------------------------------------------- | --------------------------------------------------------------- | --------------------------------------------------------------- | --------------------------------------------------------------- | --------------------------------------------------------------- | --------------------------------------------------------------- | --------------------------------------------------------------- | --------------------------------------------------------------- |
| Апсолутни максимум, °C (°F)                                                                      | 19 (66)                                                         | 23 (73)                                                         | 27,5 (81,5)                                                     | 31 (88)                                                         | 34 (93)                                                         | 38 (100)                                                        | 41 (106)                                                        | 39,4 (102,9)                                                    | 36,1 (97)                                                       | 33,9 (93)                                                       | 25,5 (77,9)                                                     | 23 (73)                                                         | 41 (106)                                                        |
| Максимум, °C (°F)                                                                                | 3,4 (38,1)                                                      | 5,6 (42,1)                                                      | 10,6 (51,1)                                                     | 16,2 (61,2)                                                     | 21,1 (70)                                                       | 24,7 (76,5)                                                     | 27,3 (81,1)                                                     | 27,5 (81,5)                                                     | 22,9 (73,2)                                                     | 17,1 (62,8)                                                     | 9,7 (49,5)                                                      | 4,3 (39,7)                                                      | 15,9 (60,6)                                                     |
| Просек, °C (°F)                                                                                  | −0,5 (31,1)                                                     | 1,1 (34)                                                        | 5,4 (41,7)                                                      | 10,6 (51,1)                                                     | 15,4 (59,7)                                                     | 18,9 (66)                                                       | 21,2 (70,2)                                                     | 21 (70)                                                         | 16,5 (61,7)                                                     | 11,3 (52,3)                                                     | 5,1 (41,2)                                                      | 0,7 (33,3)                                                      | 10,6 (51,1)                                                     |
| Минимум, °C (°F)                                                                                 | −3,9 (25)                                                       | −2,9 (26,8)                                                     | 0,8 (33,4)                                                      | 5,4 (41,7)                                                      | 9,8 (49,6)                                                      | 13,2 (55,8)                                                     | 15,1 (59,2)                                                     | 14,9 (58,8)                                                     | 11 (52)                                                         | 6,6 (43,9)                                                      | 1,4 (34,5)                                                      | −2,4 (27,7)                                                     | 5,8 (42,4)                                                      |
| Апсолутни минимум, °C (°F)                                                                       | −28,3 (−18,9)                                                   | −25 (−13)                                                       | −16,1 (3)                                                       | −6 (21)                                                         | −2,2 (28)                                                       | 1,4 (34,5)                                                      | 2 (36)                                                          | 3,5 (38,3)                                                      | −2 (28)                                                         | −6 (21)                                                         | −15,3 (4,5)                                                     | −21,1 (−6)                                                      | −28,3 (−18,9)                                                   |
| Количина падавина, mm (in)                                                                       | 33,2 (1,307)                                                    | 31,5 (1,24)                                                     | 38,1 (1,5)                                                      | 50,7 (1,996)                                                    | 67 (2,64)                                                       | 75,4 (2,969)                                                    | 52,6 (2,071)                                                    | 57,6 (2,268)                                                    | 45,7 (1,799)                                                    | 45 (1,77)                                                       | 43,3 (1,705)                                                    | 41,7 (1,642)                                                    | 581,8 (22,907)                                                  |
| Количина снега, cm (in)                                                                          | 24,3 (9,57)                                                     | 19 (7,5)                                                        | 14,7 (5,79)                                                     | 2,7 (1,06)                                                      | 0 (0)                                                           | 0 (0)                                                           | 0 (0)                                                           | 0 (0)                                                           | 0 (0)                                                           | 1,9 (0,75)                                                      | 10,4 (4,09)                                                     | 24 (9,4)                                                        | 97 (38,16)                                                      |
| Дани са падавинама                                                                               | 9                                                               | 10                                                              | 10                                                              | 12                                                              | 13                                                              | 12                                                              | 10                                                              | 9                                                               | 7                                                               | 11                                                              | 10                                                              | 12                                                              | 125                                                             |
| Дани са снегом                                                                                   | 7,2                                                             | 6,2                                                             | 5,7                                                             | 1,4                                                             | 0                                                               | 0                                                               | 0                                                               | 0                                                               | 0                                                               | 0,8                                                             | 3                                                               | 7                                                               | 31,3                                                            |
| Сунчани сати — месечни просек                                                                    | 87,8                                                            | 114,3                                                           | 159,6                                                           | 182,2                                                           | 229,6                                                           | 257,7                                                           | 302,1                                                           | 288,3                                                           | 220,1                                                           | 163,6                                                           | 105,5                                                           | 66,1                                                            | 2.176,9                                                         |
| Извор #1: Stringmeteo.com                                                                        |                                                                 |                                                                 |                                                                 |                                                                 |                                                                 |                                                                 |                                                                 |                                                                 |                                                                 |                                                                 |                                                                 |                                                                 |                                                                 |
| Извор #2: slimatedata.eu (дани са преципитацијом) и Stringmeteo.com/Freemeteo.bg/NOAA (екстреми) |                                                                 |                                                                 |                                                                 |                                                                 |                                                                 |                                                                 |                                                                 |                                                                 |                                                                 |                                                                 |                                                                 |                                                                 |                                                                 |

## Климатске области
У Бугарској постоји пет климатских региона:
- умерено континентални регион,
- прелазни регион,
- континентално медитерански регион,
- црноморски регион,
- планински регион.

Региони се међусобно разликују по утицају три главна фактора — географске ширине за све области, у планинском подручју према конфигурацији рељефа, а у црноморском региону према утицају климе Црног мора.

### Подручје са умерено континенталном климом
На климу овог подручје углавном утичу континенталне масе умерених географских ширина и оне формиране над Балканским полуострвом. Такође трансформисане океанске ваздушне масе могу да упадају са северозапада и запада. Присутна је и инвазија тропског ваздуха, а и леденог таласа са Арктика током хладне половине године. Ово климатско подручје има најизраженије континенталне карактеристике климе, при чему се ове карактеристике смањују од севера према југу.
Географија подручја
Подручје са умерено континенталном климом обухвата дунавску низину, од Видина на западу до Шуменске области на истоку, најисточније делове Старе планине, Софијску котлину високе долине централне и западне Бугарске.
Температура
Просечна годишња амплитуда има велике вредности и крече се од +25 до +26 °C. Просечна јануарска температура је –1,5 до –3,0 °C, а средња јулска температура 20–24 °C. На овом подручју су запажене најниже зимске температуре у Бугарској (-38,3 °C у Трну) и веома високе летње температуре -45 °C у Бојчиновцима.
Падавине
Годишња количина падавина је 500-700 мм. Падавине су најмање у фебруару а највише у јуну. У Дунавској равници падавине досеже и до 800 мм у Предбалканском и котлинском пољу. Тенденција је да се повећавају у правцу југа и у висину. Карактерише их минимум у фебруару и максимум у јуну. 
Ветар
У овом подручју доминирају западни и северозападни ветрови, а у пролеће и зиму источни ветрови. У дунавској равници ветрови могу бити веома брзи. Честе појаве су фионски ветрови у Дунавској низији и Софијском пољу.

### Подручје са прелазном континенталном климом
Опште климатске карактеристике у овом подручју су повољније од оних са умерено континенталном климом.
Географија подручја
Подручје са прелазном континенталном климом обухвата целу Горњу Тракијску низину, ниске забалканске котлине, северни део регије Тунџа брдовит и ниско источно планинско подручје Старе планине.
Температура
Годишња амплитуда температуре је око 23 °C. Просечна јануарска температура је -1 °C, што карактерише извесну нестабилност. Може да порасте до 20 °C и да падне и до -25 °C чак -30 °C. Средња јулска температура је 24 - 26 °C, а максималне летње температуре 40 °C. Зиме су благе, пролеће умерено а лето врело. 
Падавине
Годишња количина падавина је 550 мм - 600 мм, а у Горње Тракијској регији су ниже испод 500 мм. Снежни покривач је нестабилан, скоро да нема сталног и континуираног накупљања снега. 
Ветар
Преовладавају западни и северозападни ветрови,

### Прелазно медитеранско климатско подручје
Клима у овом подручју се формира под утицајем трансформисаних тропских ваздушних маса и оних из умерених географских ширина.
Географија подручја
Прелазно медитеранско климатско подручје обухвата долине река Струме и Месте, и реку Арду, област источних Родопа и обалу Црног мора. 
Температура
Просечна годишња температура је 13 °C до 13,5 °C, Средња јануарска температура је  - 1 °C до 2 °C, а средња јулска температура 24 °C до 25 °C. Годишња температурна амплитуда не прелази 23 °C до 24 °C. Подручје има позитивну равнотежу инсолације током целе године. 
Падавине
Режим падавина (са јесење-зимским максимумом и летњим минимумом) карактеристичан је за медитеранску климу. Период суше није тако дуг, а високи и најнижи нивои падавина релативно су мање изражени. Годишње количине кише су између 500 до 600 мм, а у јужном планинском ланцу досежу 700 до 1.000 мм. Снежни покривач је веома топљив, и кратко се задржава.

### Подручје под утицајем климе Црног мора
Клима у овом подручју формира се не само под утицајем атмосферске циркулације карактеристичних за овај део Балканског полуострва, већ и под утицајем слива Црног мора. У региону постоје два климатска утицаја, утицај са подручја трансконтиненталног региона Европе (са северозапада и североистока) и Медитерана са југозапада. Континентална клима је израженија у северној половини, а медитеранска у јужној. Црно море, делује тако што трансформише инвазивне ваздушне масе и формира специфичну климу, која се не може приписати ни медитеранској, ни трансконтиненталној клими. Специфична клима на Црном мору је блажа упркос недостатку планинских баријера.
Географија подручја
Подручје под утицајем климе Црног мора обухвата меридијан дуг 40 до 60 км западно од Црног мора, са градовима Бургас и Варна. 
Температура
Карактеристично за ово подручје је да има малу дневну амплитуду (20 °C до 21 °C). Просечна годишња температура - од +12 °C до  +12,7 °C. Просечна јануарска температура је  - 0,8 °C. за северну обалу и 3,2 °C дуж јужног Црног мора. 
Падавине
Ово подручје карактерише најмање падавина. На пример, у Добруџи оне не достижу 500 мм, али се у јужном делу повећавају на 900 мм. У зависности од топлотних услова, снежни покривач траје 2-4 недеље у северном делу и 4 до 5 дана у јужном делу. 
Ветар
У летњим месецима у овом подрућју преовлађује циркулација поветарца, што је последица отворене водене површине и 24-сатног температурног режима. 
Зими преовладавају северни и североисточни ветрови. Понекад њихова брзина прелази 30 м/с.

### Планинско подручје
Климу планинског подручја карактеришу ниже температуре, висока облачност и обилније падавине, дуготрајнији, обилнији и постојанији сњежни покривач, ниски атмосферски притисак, висока релативна влажност ваздуха и јаки ветрови.
Географија подручја
Планинско подручје обухвата делове Бугарске с надморском висином већом од 1.000 метара, 
Температура
Просечна годишња температура је изнад 0 °C, али изнад 2.300 метара надморске висине. Негативна је на врху Ботев –0,6 °C и врху Мусала –3 °C. Максималне просечне месечне температуре јављају се у августу, а најниже у фебруару. Просечне јануарске температуре на висинама од 1.200 до 1.300 метара су од -3,5 °C до -4,5 °C, а на надморским висинама од 1.180 - 1.900 метара од –6 °C до –7 °C. У највишим деловима планина просечне јануарске температуре достижу и -10 °C. 
Падавине
Просечна годишња количина падавина је 800 - 1.000 мм. Највећа је у пролеће у северним планинским пределима, а у јужним зими. Период снежног покривача траје од 5 до 9 месеци. 
Ветар
На планинама дувају врло јаки ветрови, брзином до 30 м/с.